# Avahi betsileo
Espèce
Statut de conservation UICN

 EN B1ab(i,iii) : En danger
Synonymes
- Avahi betsilio Andriantompohavana et al., 2007 (préféré par BioLib)[2]

Avahi betsileo est une espèce de primates de la famille des Indriidae. Comme tous les lémuriens, cette espèce est endémique de Madagascar.

## Étymologie
Son nom spécifique, betsileo, lui a été donné en référence au nom de la tribu de la région de Fandriana où se situe la localité type de l'espèce.

## Publication originale
(en) Rambinintsoa Andriantompohavana et al., « Molecular phylogeny and taxonomic revision of the woolly lemurs, genus Avahi (Primates: Lemuriformes) », Museum of Texas Tech University. Special Publication, vol. 51,‎ 2007, p. 1-59 (lire en ligne, consulté le 14 mars 2019).